# SN 1992ad
SN 1992ad – supernowa typu II odkryta 1 lipca 1992 roku w galaktyce NGC 4411B. W momencie odkrycia miała maksymalną jasność 13,50m.